# Nielepickie Skały

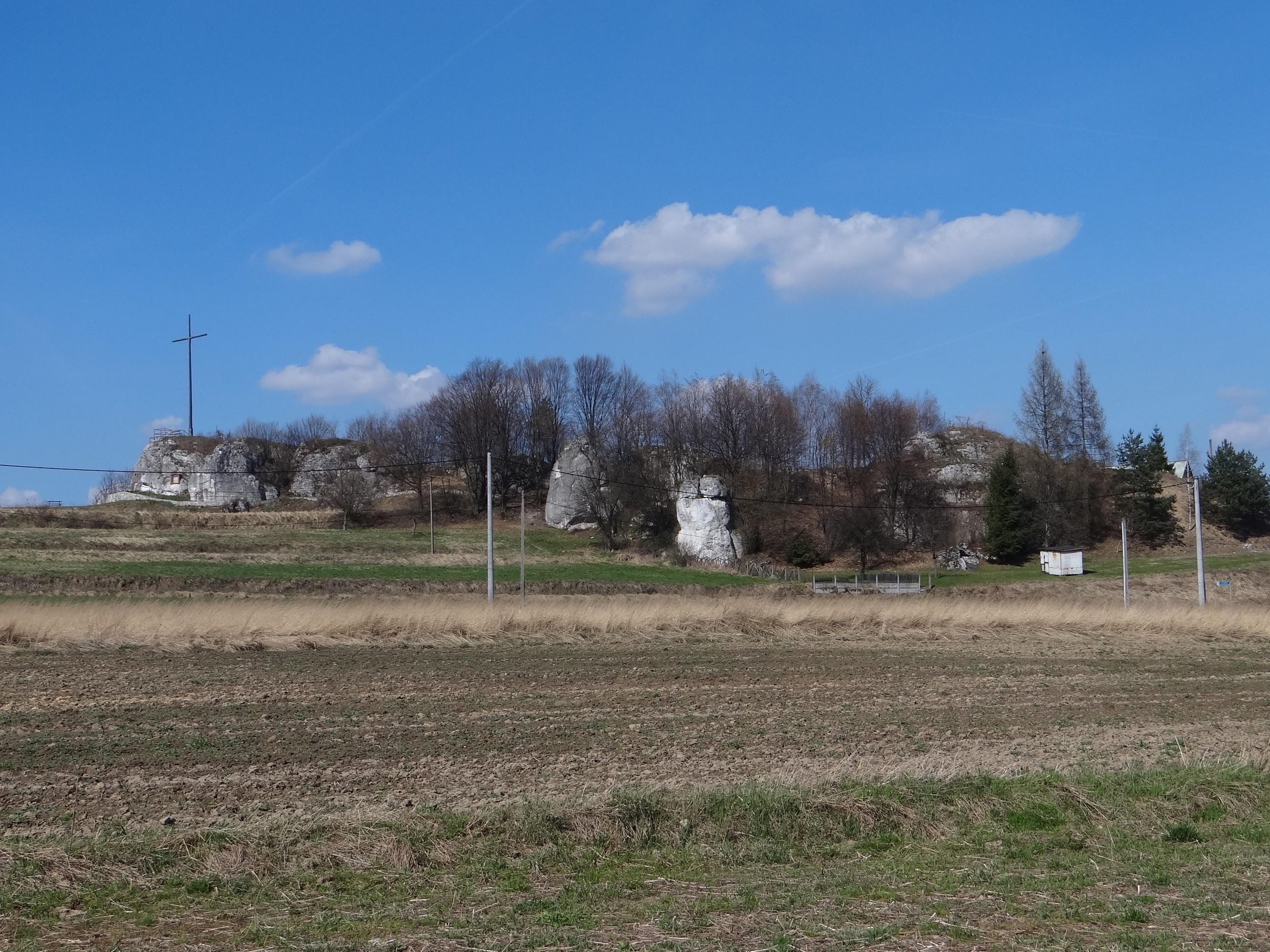
Nielepickie Skały. Grupa 4 skał przy Skale z Krzyżem

Nielepickie Skały – wapienne skały w Nielepicach w województwie małopolskim, w powiecie krakowskim, w gminie Zabierzów. Znajdują się na wzgórzach Garbu Tenczyńskiego w południowej części Wyżyny Krakowsko-Częstochowskiej. Powstały około 140 mln lat temu na dnie płytkiego morza. Zjawiska krasowe i wietrzenie spowodowało erozję skał. Nad powierzchnią pozostały tylko ich fragmenty zbudowane z twardszych wapieni skalistych. Tworzą różnorodne formacje skalne: skalne grzyby, baszty, igły i kazalnice.
Są cztery grupy Nielepickich Skał. 
- Pierwsza jest dobrze widoczna z daleka, gdyż znajduje się na słabo zalesionym wzniesieniu Dymniok. Należą do niej 4 skały: Skała z Krzyżem, Pośredniok, Dymniok Szary, Dymniok Biały[3]:
- Druga grupa skał jest wyżej położona i znajduje się w lesie. Należą do niej 3 skały: Złotówka, Groszówka i Kapliczka[3].
- Trzecia grupa to Kubińcowe Skały znajdujące się w orograficznie prawych zboczach Pierunkowego Dołu. Są to: Kubińcowa Skała, Kubińcowa Baszta i Kubińcowa Igła[1].
- Skała na Dębowej Górze – skała na Dębowej Górze między wąwozami Pierunkowy Dół i Pajoki

Nazwy skałom nadali wspinacze skalni. Skały są udostępnione do wspinaczki skalnej.